# Carlos Pérez Rial
Carlos Pérez Rial (conocido como Perucho; Cangas de Morrazo, 12 de abril de 1979) es un policía y deportista español que compitió en piragüismo en la modalidad de aguas tranquilas. Su especialidad fue el kayak en las distancias de 200 m y 500 m (K1 200, K1 500 y K2 500).
Participó en dos Juegos Olímpicos de Verano, en los años 2004 y 2008, obteniendo una medalla de oro en Pekín 2008, en la prueba de K2 500 m (junto con Saúl Craviotto).
Ganó ocho medallas en el Campeonato Mundial de Piragüismo entre los años 2003 y 2011, y siete medallas en el Campeonato Europeo de Piragüismo entre los años 2004 y 2010.

## Palmarés internacional
| Juegos Olímpicos   | Juegos Olímpicos             | Juegos Olímpicos  | Juegos Olímpicos |
| Año                | Lugar                        | Medalla           | Competición      |
| ------------------ | ---------------------------- | ----------------- | ---------------- |
| 2008               | Pekín (China)                | Medalla de oro    | K2 500 m         |
| Campeonato Mundial |                              |                   |                  |
| Año                | Lugar                        | Medalla           | Competición      |
| 2003               | Gainesville (Estados Unidos) | Medalla de plata  | K1 500 m         |
| 2005               | Zagreb (Croacia)             | Medalla de oro    | K1 200 m         |
| 2006               | Szeged (Hungría)             | Medalla de plata  | K1 200 m         |
| 2009               | Dartmouth (Canadá)           | Medalla de oro    | K1 4 × 200 m     |
| 2009               | Dartmouth (Canadá)           | Medalla de plata  | K2 200 m         |
| 2010               | Poznań (Polonia)             | Medalla de oro    | K1 4 × 200 m     |
| 2010               | Poznań (Polonia)             | Medalla de plata  | K2 200 m         |
| 2011               | Szeged (Hungría)             | Medalla de oro    | K1 4 × 200 m     |
| Campeonato Europeo |                              |                   |                  |
| Año                | Lugar                        | Medalla           | Competición      |
| 2004               | Poznań (Polonia)             | Medalla de bronce | K1 500 m         |
| 2005               | Poznań (Polonia)             | Medalla de oro    | K1 200 m         |
| 2006               | Račice (República Checa)     | Medalla de plata  | K1 200 m         |
| 2008               | Milán (Italia)               | Medalla de plata  | K2 500 m         |
| 2009               | Brandeburgo (Alemania)       | Medalla de oro    | K2 200 m         |
| 2010               | Corvera (España)             | Medalla de plata  | K2 200 m         |
| 2010               | Corvera (España)             | Medalla de plata  | K2 500 m         |

## Condecoraciones
| Distinción                                       | Año  |
| ------------------------------------------------ | ---- |
| Medalla de oro – Real Orden del Mérito Deportivo | 2009 |